# Rue des Gravilliers
Pour les articles homonymes, voir Gravilliers.
La rue des Gravilliers est une rue du 3e arrondissement de Paris.

## Situation et accès
La rue est située à l'ouest du quartier du Marais à Paris.
Ce site est desservi par les lignes 3 et 11 à la station de métro Arts et Métiers.

## Origine du nom
La rue des Gravilliers tire son nom d'ouvriers qui préparaient la cendre gravelée en incinérant des lies de vinaigre séché afin de préparer les tissus à la teinture ; ils s'appelaient des graveliers.
On a aussi attribué ce nom à Jean Gravelier, un boucher, ou à Gilbert Le Gravelier qui l'habitaient du temps de Saint Louis.

## Historique
Déjà citée en 1250 — elle était alors située hors de la ville et orthographiée « rue de Gravelier » —, la rue des Gravilliers est l'une des plus vieilles rues de Paris. C'est une des rues tracées au début du XIIIe siècle lors de la création du bourg Saint-Martin-des-Champs.
Elle est citée sous le nom de « rue des Grandz villiers » dans un manuscrit de 1636.
Le décret ministériel du 18 février 1851 réunissait la rue Jean-Robert (entre les rues Beaubourg et Saint-Martin) à la rue des Gravilliers (plan de Turgot, planche 10). Le grand hôtel d'Estrées était donc situé dans cette rue Jean-Robert, au no 17, ainsi que l'hôtel de Montmorency, au no 1.
Au début du XXe siècle, ce quartier était populaire et ouvrier avec une concentration de population nord africaine  qui faisait le commerce du cuir.
Après la Seconde Guerre mondiale, des Chinois originaire de Wenzhou commencèrent à reprendre les commerces de maroquinerie. D'autres viendront s'installer et le quartier deviendra par la suite, composé de la rue Chapon et la rue au Maire, un des premiers « Chinatown » (quartier chinois) de France. Le nouvel an chinois est d'ailleurs organisé dans ces rues, en partenariat avec la mairie du 3e arrondissement.

## Bâtiments remarquables et lieux de mémoire
- No 13, madone dans une niche.
- No 14, ancien cabaret du XVIIe siècle.
- No 19, passage des Gravilliers.
- Au no 44 est ouvert, en 1865, le premier bureau de l'Association internationale des travailleurs[2].
- No 69, restes, à droite dans la cour, du grand hôtel d'Estrées, construit vers 1550 par Jean d'Estrées[3].
- No 70, petit hôtel d'Estrées, avec un joli mascaron au-dessus du porche. Son origine est plus ancienne que le grand hôtel d'Estrées[3].
- No 88, maison où furent arrêtés trois complices de Cadoudal.

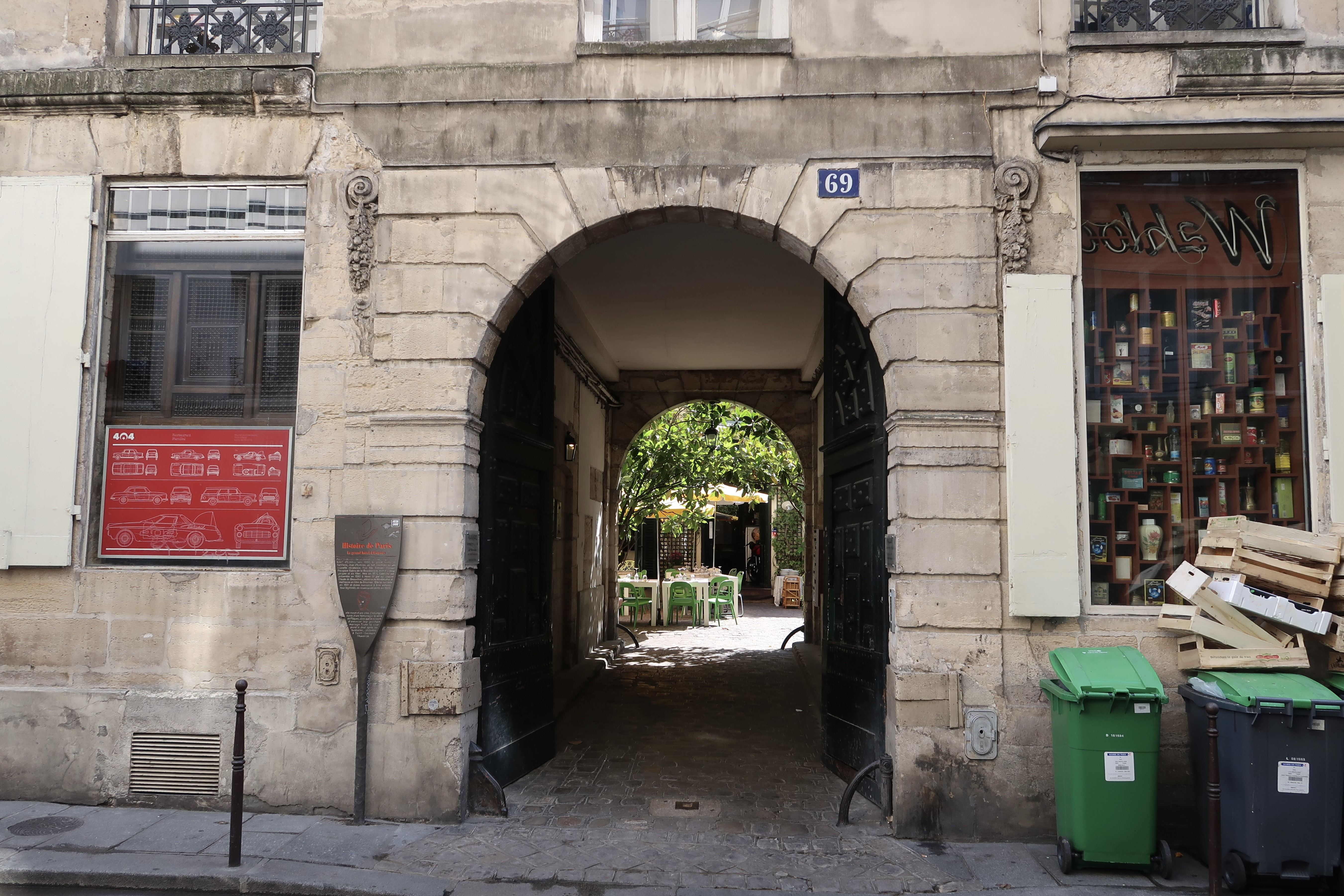
No 69.

## Pour approfondir